# 愛媛県道39号松山港内宮線
愛媛県道39号松山港内宮線（えひめけんどう39ごう まつやまこううちみやせん）は、愛媛県松山市を通る県道（主要地方道）である。

## 概要

### 路線データ
- 区間距離：約5km
- 起点：松山市高浜五丁目（愛媛県道19号松山港線交点）
- 終点：松山市内宮町（愛媛県道347号平田北条線交点）

## 歴史
- 1993年（平成5年）5月11日 - 建設省から、県道松山港内宮線が松山港内宮線として主要地方道に指定される[1]。

## 地理

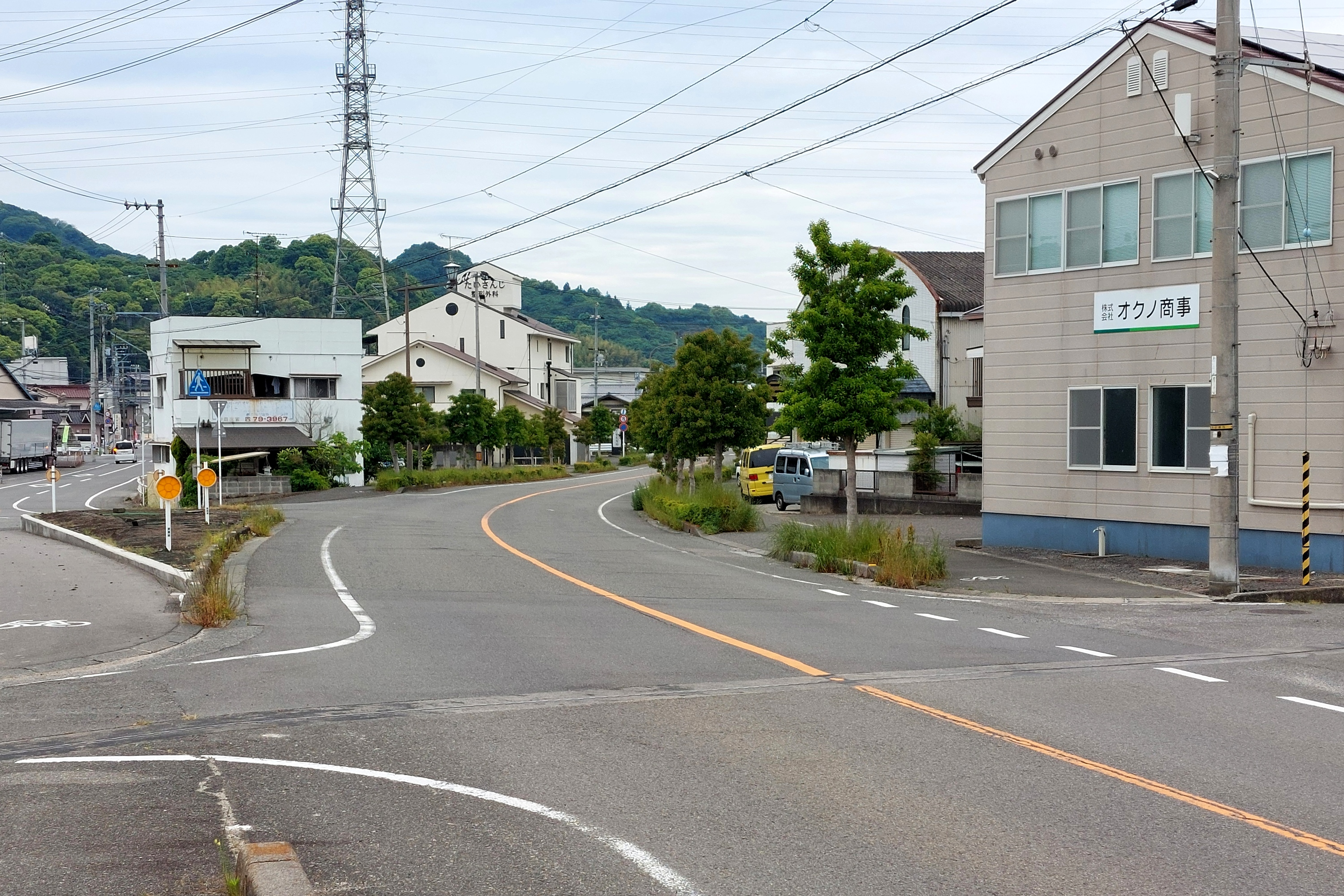
県道39号（松山市勝岡町）

### 通過する自治体
- 松山市

### 交差する道路
- 愛媛県道19号松山港線（起点）
- 愛媛県道184号和気衣山線（松山市和気町）
- 愛媛県道347号平田北条線（終点）

### 沿線にある施設など
- 松山観光港
- 愛媛県運転免許センター